# Dan Reynolds
Daniel Coulter Reynolds (Las Vegas, 14 luglio 1987) è un cantautore, musicista e produttore discografico statunitense, frontman del gruppo musicale rock alternativo Imagine Dragons.
Come membro del gruppo ha pubblicato cinque album in studio e numerosi singoli di successo, vendendo globalmente oltre 20 milioni di album e 35 milioni di singoli certificati solo negIi Stati Uniti. Il gruppo è stato riconosciuto con tre American Music Award, dieci Billboard Music Awards, un Grammy Award e un MTV Video Music Awards.
Reynolds ha inoltre scritto e composto brani per altri artisti, tra cui Pink, Kesha, X Ambassadors, Avicii, The Chainsmokers, Yungblud, ricevendo l'Hal David Starlight Award dalla Songwriters Hall of Fame nel 2014.
Il cantante è inoltre attivo nel campo umanitario, sostenendo numerose associazioni e manifestazioni tra cui GLAAD, Amnesty International e LOVELOUD Festival, di cui è l'organizzatore. Grazie ai suoi interventi è stato riconosciuto con il Trevor Hero Award, da parte dell'ente non-profit The Trevor Project.

## Biografia

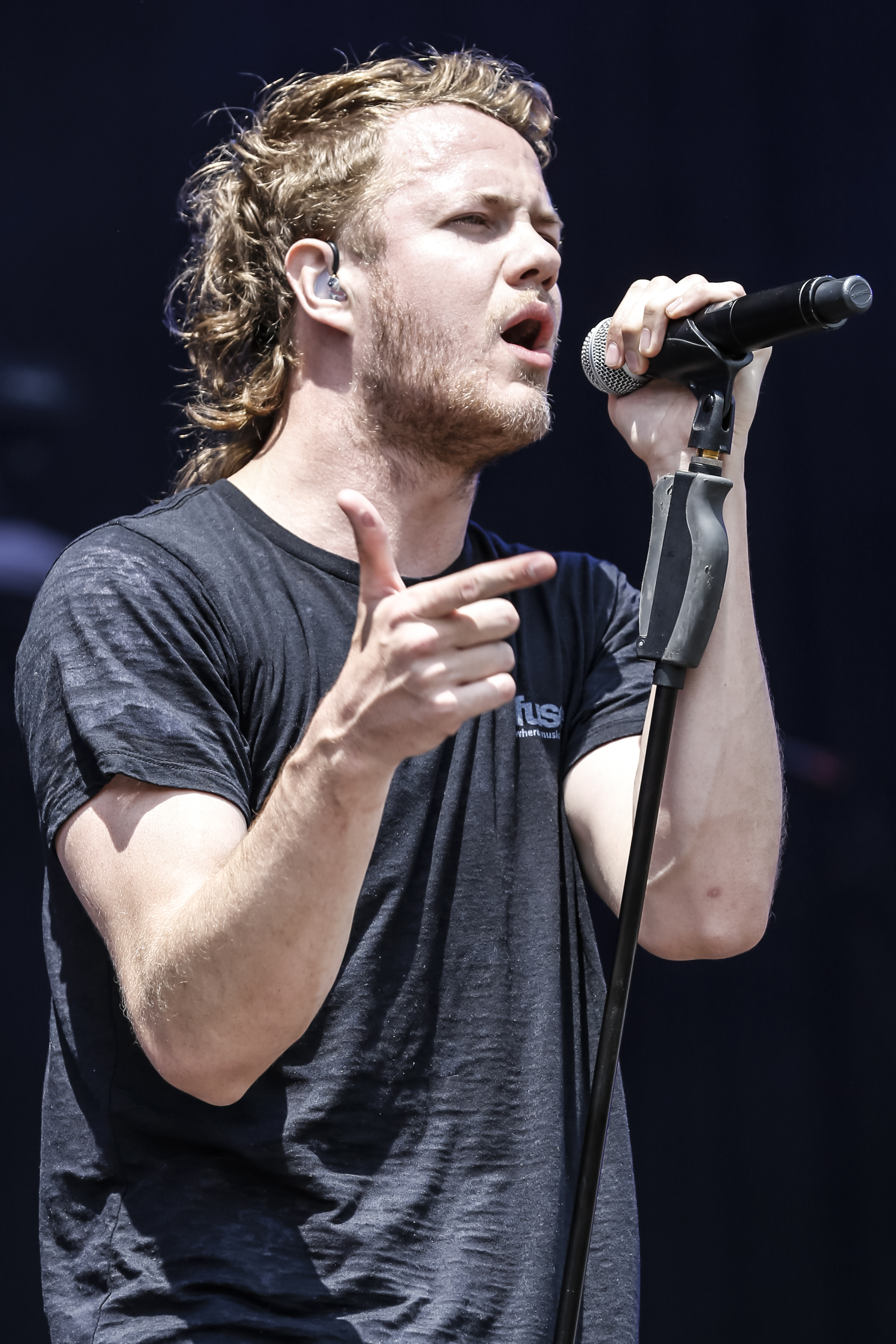
Dan Reynolds in una performance con gli Imagine Dragons nel 2013

Settimo di nove figli, Dan Reynolds nacque il 14 luglio 1987 a Las Vegas da Ronald e Christene Reynolds. Ha servito come missionario della Chiesa di Gesù Cristo dei santi degli ultimi giorni per due anni, in Nebraska.  Mentre frequentava la Brigham Young University, Reynolds cominciò a suonare con Andrew Tolman e altri colleghi di Università, con il quale formò gli Imagine Dragons. Dopo numerosi cambi di formazione ed essersi spostati a Las Vegas, città natale di Reynolds, gli Imagine Dragons ottengono la loro forma definitiva con il chitarrista Wayne Sermon, il bassista Ben McKee e il batterista Daniel Platzman, quest'ultimo unitosi dopo il trasferimento in Nevada. Nel novembre 2011 firmano con l'etichetta della Universal Interscope Records e iniziano a lavorare con Alex da Kid, produttore che stava ottenendo successo con Eminem, Rihanna, Diddy, Nicki Minaj e B.o.B.
Il gruppo ha acquisito notorietà a partire dal 2012 con il singolo e il lancio del loro primo album Night Visions, che ha raggiunto la seconda posizione della Billboard 200. Dall'album vengono estratti i singoli It's Time, Demons e Radioactive, quest'ultimo vincitore del Grammy Award alla miglior esibizione rock di un gruppo e divenendo il brano di una band con il maggior numero di settimane nella Billboard Hot 100 (87), ricevendo la certificazione di disco di diamante dalla RIAA per le oltre 10 milioni di copie vendute, venendo eletti da Billboard come il gruppo esordiente di maggior successo dell'anno
Nel 2013 Reynolds prosegue la carriera come autore e produttore per altri artisti, scrivendo il brano Stranger per gli X Ambassadors, e il singolo Heart Upon My Sleeve del disc jockey Avicii. Nel corso del 2014 è presente in differenti progetti discografici, scrivendo e producendo due brani per l'album Lead to Light di Nico Vega, nell'album Sugar di G. Love & Special Sauce, e nel brano Tessa presente nel film Transformers: Age of Extinction.

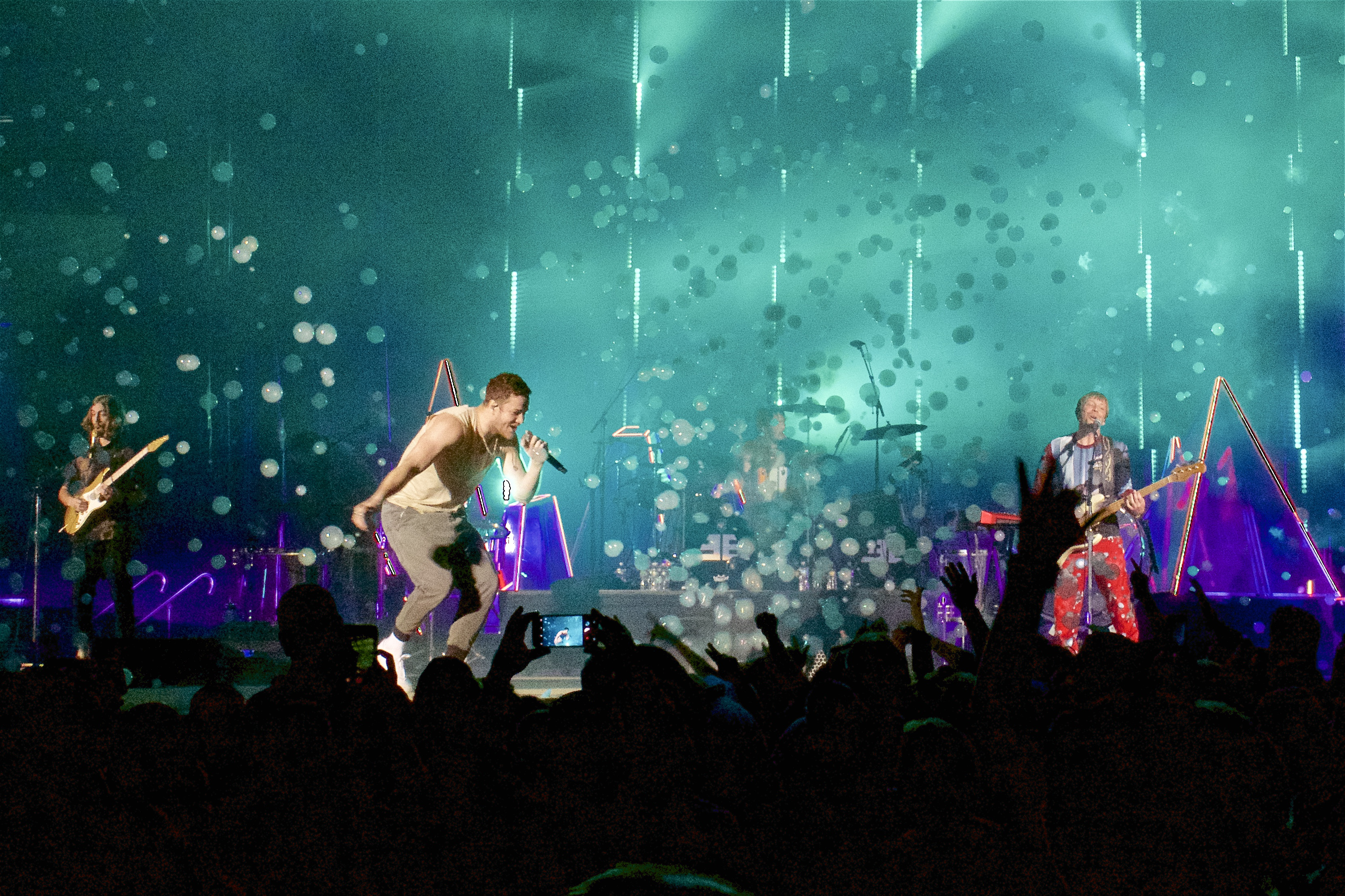
Dan Reynolds con gli Imagine Dragons a Montville, Connecticut, nel 2017

Nel 2015 viene pubblicato il loro secondo album in studio, Smoke and Mirrors, che raggiunge la prima posizione della classifica statunitense, canadese e britannica. Dall'album vengono estratti i singoli I Bet My Life, Gold e Shots, riscontrando meno successo in termini di vendite. A seguito di un tour mondiale, nel 2017 esce il terzo album, Evolve, che ottiene ampio successo internazionale, ricevendo una nomina ai Grammy Award al miglior album pop vocale. I singoli di punta Believer e Thunder esordiscono nelle principali classifiche di vendita internazionali. Nel 2017 è inoltre presente come autore della collaborazione Last Day Alive di The Chainsmokers con Florida Georgia Line.
Nel 2018 viene pubblicato il singolo Natural, che anticipa il quarto album in studio Origins, Dall'album vengono inoltre estratti i singoli Born to Be Yours, Bad Liar, quest'ultimo brano scritto assieme alla moglie dopo un periodo di allontanamento. Dall'album viene estratto il singolo Zero, brano scelto come colonna sonora del film Disney Ralph spacca Internet. Nel 2019 viene pubblicata la collaborazione Birds assieme alla cantautrice italiana Elisa. Nel corso dello stesso anno Reynolds appare come compositore e autore di differenti brani, tra cui Hustle, brano contenuto nell'album Hurts 2B Human di Pink, My Own Dance di Kesha, e Original me di Yungblud, partecipandovi anche vocalmente.
Nel 2021 pubblicano i singoli Follow You e Wrecked, entrambi scritti e composti dallo stesso Reynold, traendo ispirazione dal rappacificamento con la moglie Aja Volkman e dalla morte della cognata Alisha Durtschi Reynolds. Il 3 settembre 2021 viene pubblicato il quinto album in studio della band, Mercury - Act I. Il 26 maggio 2025 uscirà il 6º album “Loom” dopo il loro tour mondiale.

## Vita privata
Il 5 marzo 2011, Reynolds ha sposato la cantautrice Aja Volkman. La loro prima figlia è nata il 18 agosto 2012. A lei si sono aggiunte due gemelle, nate il 28 marzo 2017. Il quarto figlio è nato il 1º ottobre 2019.
Il 26 aprile 2018, Reynolds ha annunciato che dopo più di sette anni di matrimonio, lui e Aja Volkman avrebbero divorziato. Tuttavia, il 7 novembre 2018, Reynolds ha annunciato, insieme alla pubblicazione della canzone degli Imagine Dragons Bad Liar, che lui e Volkman non hanno mai effettivamente divorziato, che lei ha contribuito a co-scrivere la canzone con lui all'inizio dell'anno, e che si stavano frequentando nuovamente. Nel 2019 la coppia afferma di essere tornata assieme, ma si è separata nuovamente nel 2022.
Nel 2018 ha annunciato di essere affetto da spondilite anchilosante, rara malattia reumatica insorta all'età di 20 anni, e da colite ulcerosa, malattia infiammatoria cronica del tubo digerente, diagnosticatagli all'età di 21 anni.
Pur essendo mormone, il cantante si è dichiarato a favore dei diritti LGBT.
Nel 2022 ha voluto pronunciarsi sulle elezioni presidenziali in Brasile, proclamandosi ammiratore di Lula.

## Stile e influenze musicali
Reynolds ha citato Arcade Fire, Nirvana, Muse, The Beatles, Paul Simon, Coldplay, Linkin Park, Harry Nilsson e U2 come gli artisti da cui trae maggiore ispirazione assieme ai compagni di gruppo, associando il gruppo ai generi musicali come alternative rock, indietronica e pop rock.

Reynolds ha spesso dichiarato di essersi ispirato ad avvenimenti della propria vita privata, dalla salute mentale ai rapporti intrapersonali, per scrivere le canzoni sia per la band che per altri artisti. In un'intervista per la BMI, Reynolds ha raccontato il processo creativo del gruppo:
«Le canzoni di solito iniziano con un demo scritto da uno o due membri della band. Scriviamo letteralmente un centinaio di canzoni, e poi alla fine le mettiamo tutte insieme e capiamo quali risuonano di più nel gruppo. Quelle canzoni prendono vita quando iniziamo a lavorare sui brani insieme. [...] Non scriviamo con tematiche specifiche in mente, le nostre canzoni sono più dei diari personali che vogliono mettersi in comunicazione con l'universo».

## Filantropia

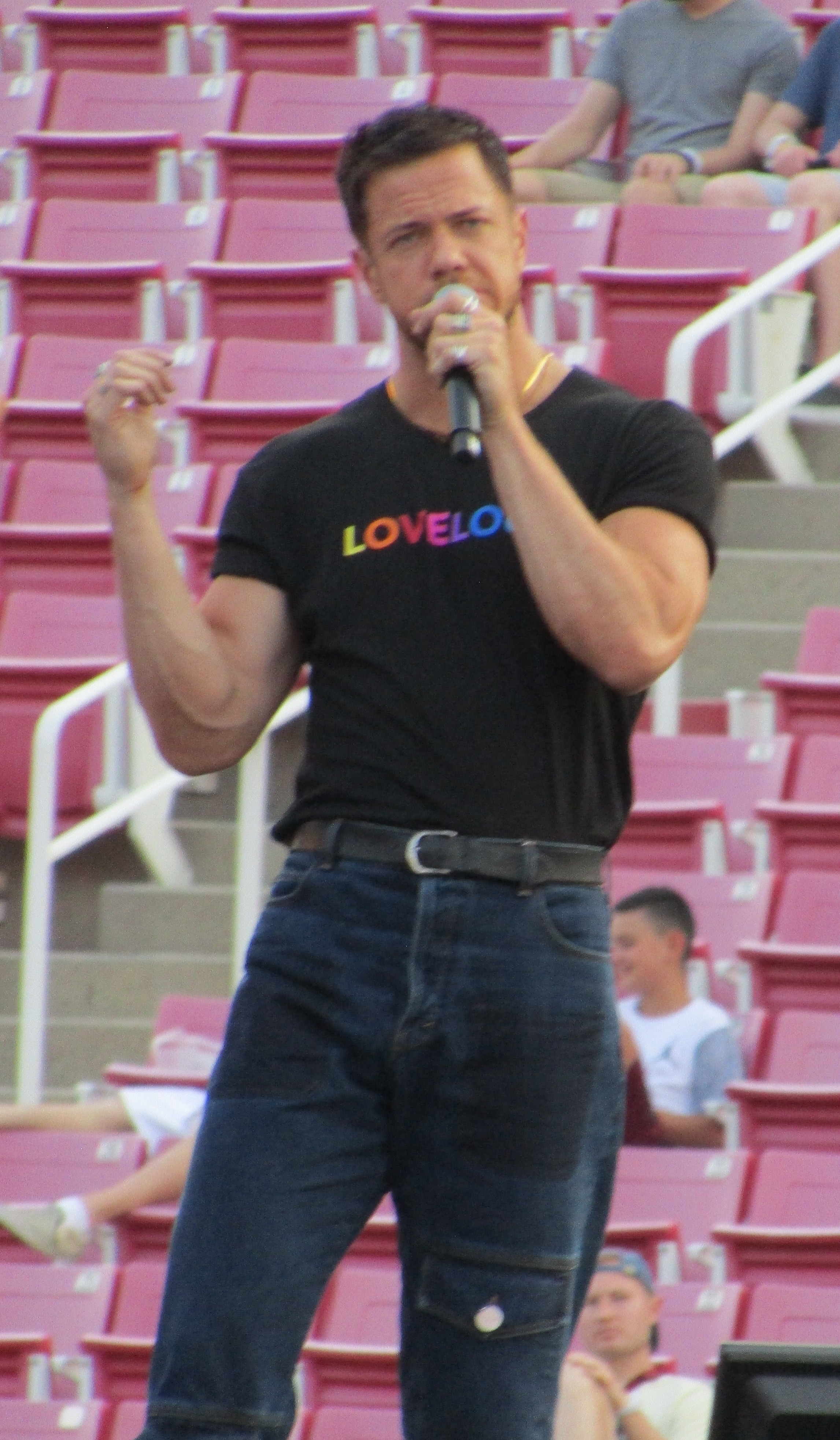
Dan Reynolds al LoveLoud Festival del 2018

### Mormonismo e sostegno alla comunità LGBTQ
Reynolds è cresciuto nella Chiesa di Gesù Cristo dei santi degli ultimi giorni e si identifica come mormone. Reynolds è stato a lungo in conflitto con le rigide politiche del mormonismo, dopo essere stato cacciato dalla Brigham Young University dello Utah, durante il primo anno per aver fatto sesso con la sua ragazza, poiché la fede mormonica afferma che il sesso è riservato esclusivamente a un uomo e una donna sposati.

Reynolds si è inoltre schierato contro la comunità mormonica sul tema LGBTQ, a seguito del sostegno dello stato dello Utah, stato federale con il 62% della popolazione a fede mormonica, della California Proposition 8 che intendeva abolire il matrimonio omosessuale. Il cantante ha infatti raccontato alla rivista Time di aver perso alcuni amici nel corso degli studi, ragazzi gay che si sono suicidati a causa della repressione della religione:
«I nostri giovani LGBTQ sentono ogni singolo giorno, cioè che nelle case di fede, devi scegliere tra ciò in cui credi e chi ami. Nessuno dovrebbe essere costretto a scegliere. [...] Prometto di essere il miglior missionario possibile - un missionario mormone per la comunità LGBTQ - e spero di usare questo privilegio che mi è stato dato per dare loro una voce» 
Nel 2017 Reynolds è stato riconosciuto con il Trevor Hero Award da parte dell'ente non-profit The Trevor Project, per essersi distinto per la lotta dei diritti LGBTQ.

### LOVELOUD Festival
Dan Reynolds è attivista dei diritti LGBT. Ha organizzato il festival di beneficenza LOVELOUD, tenutosi il 26 agosto 2017 a Orem, donando i profitti alle organizzazioni LGBT The Trevor Project e GLAAD. Al concerto si è esibito assieme agli Imagine Dragons, Neon Trees, Krewella, Joshua James e Nicholas Petricca dei Walk the Moon. Dall'evento è stato tratto il film Believer, che esamina l'intersezione tra le persone LGBT e la Chiesa di Gesù Cristo dei santi degli ultimi giorni attraverso gli occhi di Reynolds.
Un secondo festival LOVELOUD si è tenuto il 28 luglio 2018, al Rice-Eccles Stadium di Salt Lake City. Gli artisti includevano Imagine Dragons, Zedd, Mike Shinoda, Grace VanderWaal, Tyler Glenn, Vagabon e Cameron Esposito. Il terzo festival LOVELOUD è avvenuto il 29 giugno 2019, all'USANA Amphitheater di West Valley City, a cui hanno partecipato Kesha, Daya, Tegan and Sara, PVRIS, K.Flay, AJR e la ballerina Charlie Bird.

### Sostegno alla ricerca
Dal 2013, assieme agli Imagine Dragons e alla famiglia di Tyler Robinson hanno formato e sostengono la The Tyler Robinson Foundation, aiutando i giovani che combattono il cancro. Durante il gala annuale 2018 della fondazione, hanno raccolto 2,1 milioni di dollari per sostenere le spese sanitarie dei malati.

### Campagne contro la violenza e per i diritti umani
Gli Imagine Dragons hanno anche collaborato con l'associazione Do The Write Thing contro la violenza sui giovani nelle comunità, scuole e famiglie statunitensi. Hanno inoltre collaborato con le associazioni per la difesa dei diritti umani e la violenza sulle donne, Amnesty International, OneOrlando Fund, e Crackle.
Nel 2015, gli Imagine Dragons hanno pubblicato il brano I Was Me con tutti i proventi destinati al progetto One4 per aiutare i rifugiati dalle guerre, in particolare in Medio Oriente.

## Discografia

### Con gli Imagine Dragons
- 2012 – Night Visions
- 2015 – Smoke and Mirrors
- 2017 – Evolve
- 2018 – Origins
- 2021 – Mercury - Act I
- 2022 – Mercury - Act 2
- 2024 – Loom